# L'Île-d'Anticosti
L'Île-d'Anticosti är en kommun i provinsen Québec i Kanada, omfattande Anticostiön. Den ligger i regionen Côte-Nord, i den östra delen av landet, 1 100 km öster om huvudstaden Ottawa.